# Хэчи
Хэчи́ (кит. упр. 河池, пиньинь Héchí; чжуанск. Hozciz) — городской округ в Гуанси-Чжуанском автономном районе КНР.

## История
Во времена империи Цин уезд Ишань (宜山县) был местом размещения властей Цинъюаньской управы (庆远府). После Синьхайской революции в Китае была проведена реформа структуры административного деления, в ходе которой управы были упразднены, и в 1912 году Цинъюаньская управа была расформирована.
После вхождения этих мест в состав КНР в конце 1949 года был образован Специальный район Цинъюань (庆远专区). Уже в феврале 1950 года Специальный район Цинъюань был переименован в Специальный район Ишань (宜山专区).
В декабре 1952 года в провинции Гуанси был создан Гуйси-Чжуанский автономный район (桂西壮族自治区), и Специальный район Ишань вошёл в его состав. В 1956 году Гуйси-Чжуанский автономный район был переименован в Гуйси-Чжуанский автономный округ (桂西僮族自治州). В 1958 году автономный округ был упразднён, а вся провинция Гуанси была преобразована в Гуанси-Чжуанский автономный район; Специальный район Ишань был при этом расформирован, а входившие в его состав административные единицы перешли в состав Специального района Лючжоу (柳州专区).
В 1965 году из 6 уездов из состава Специального района Лючжоу (柳州专区), Дуань-Яоского автономного уезда из состава Специального района Наньнин (南宁专区), а также уездов Фэншань, Дунлань и Бама-Яоского автономного уезда из состава Специального района Байсэ (百色专区) был образован Специальный район Хэчи (河池专区), власти которого разместились в уезде Хэчи (河池县).
В сентябре 1971 года Специальный район Хэчи был переименован в Округ Хэчи (河池地区).
Постановлением Госсовета КНР от 30 августа 1983 года уезд Лочэн (罗城县) был преобразован в Лочэн-Мулаоский автономный уезд.
Постановлением Госсовета КНР от 8 октября 1983 года уезд Хэчи был преобразован в городской уезд Хэчи (河池市).
Постановлением Госсовета КНР от 1 ноября 1986 года уезд Хуаньцзян (环江县) был преобразован в Хуаньцзян-Маонаньский автономный уезд.
Постановлением Госсовета КНР от 23 декабря 1987 года на стыке Бама-Яоского и Дуань-Яоского автономных уездов был образован Дахуа-Яоский автономный уезд.
Постановлением Госсовета КНР от 9 сентября 1993 года уезд Ишань был преобразован в городской уезд Ичжоу (宜州市).
Постановлением Госсовета КНР от 18 июня 2002 года были расформированы Округ Хэчи и городской уезд Хэчи, и образован городской округ Хэчи; территория бывшего городского уезда Хэчи стала районом Цзиньчэнцзян в его составе.
Постановлением Госсовета КНР от 14 декабря 2016 года городской уезд Ичжоу был преобразован в район городского подчинения, и в него переехали власти городского округа.

## Административно-территориальное деление
Городской округ Хэчи делится на 2 района, 4 уезда, 5 автономных уездов:
| Карта | Карта                                 | Карта            | Карта                        | Карта            | Карта         |
| --- | ------------------------------------- | ---------------- | ---------------------------- | ---------------- | ------------- |
| Цзиньчэнцзян Ичжоу Наньдань Тяньэ Фэншань Дунлань Лочэн-Мулаоский · автономный уезд Хуаньцзян-Маонаньский · автономный уезд Бама-Яоский · автономный уезд Дуань-Яоский · автономный уезд Дахуа-Яоский · автономный уезд |                                       |                  |                              |                  |               |
| Статус | Название                              | Иероглифы        | Пиньинь                      | Население (2010) | Площадь (км²) |
| Район | Цзиньчэнцзян                          | 金城江区         | Jīnchéngjiāng qū             |                  |               |
| Район | Ичжоу                                 | 宜州区           | Yízhōu qū                    |                  |               |
| Уезд | Наньдань                              | 南丹县           | Nándān xiàn                  |                  |               |
| Уезд | Тяньэ                                 | 天峨县           | Tiān'é xiàn                  |                  |               |
| Уезд | Фэншань                               | 凤山县           | Fèngshān xiàn                |                  |               |
| Уезд | Дунлань                               | 东兰县           | Dōnglán xiàn                 |                  |               |
| Лочэн-Мулаоский автономный уезд | Лочэн-Мулаоский автономный уезд       | 罗城仫佬族自治县 | Luóchéng Mùlǎozú zìzhìxiàn   |                  |               |
| Хуаньцзян-Маонаньский автономный уезд | Хуаньцзян-Маонаньский автономный уезд | 环江毛南族自治县 | Huánjiāng Máonánzú zìzhìxiàn |                  |               |
| Бама-Яоский автономный уезд | Бама-Яоский автономный уезд           | 巴马瑶族自治县   | Bāmǎ Yáozú zìzhìxiàn         |                  |               |
| Дуань-Яоский автономный уезд | Дуань-Яоский автономный уезд          | 都安瑶族自治县   | Dū'ān Yáozú zìzhìxiàn        |                  |               |
| Дахуа-Яоский автономный уезд | Дахуа-Яоский автономный уезд          | 大化瑶族自治县   | Dàhuà Yáozú zìzhìxiàn        |                  |               |